# 潘楽
潘 楽（はん がく、生年不詳 - 555年）は、中国の北魏末から北斉にかけての軍人。字は相貴。本貫は広寧郡石門県。

## 経歴
北魏の広宗県男の潘永の子として生まれた。出生の時に一羽の雀がその母の左肩に止まり、占者が富貴の徴であると言ったので相貴と名づけられ、後にこれを字とした。六鎮の乱が起こると、葛栄に従い、京兆王に封ぜられた。葛栄が敗死すると、爾朱栄に従った。別将として元顥を討ち、功績により敷城県男に封ぜられた。
高歓が晋州に入ると、潘楽は召されて鎮城都将となった。従軍して爾朱兆を広阿で破り、広宗県伯に爵位を進めた。軍功を重ねて東雍州刺史となった。高歓は東雍州を廃止しようと考えたが、潘楽は東雍州が胡・蜀に連なる重要な土地であるので放棄してはいけないと主張し、聞き入れられて元のままとなった。元象元年（538年）8月、西魏の軍を河陰で破ったとき、潘楽と劉豊だけがさらなる追撃を望んだが、諸将の衆議がまとまらず、取りやめとなった。潘楽は金門郡公に改封された。武定5年（547年）10月、潘楽は慕容紹宗や高岳らとともに南朝梁の蕭淵明の軍を討ち、これを撃破した。武定7年（549年）8月、高洋が高澄の後を嗣ぐと、潘楽は河陽に駐屯し、西魏の将の楊𢷋らを破った。ときに懐州刺史の平鑑らが築いた城が敵中に深入りしすぎており、孤立する危険があるので、高洋はこれを放棄しようと考えた。しかし潘楽は軹関を要害として防御を固め、さらに城を修理して、兵士を増員させて対処した。河陽に帰還して駐屯した。10月、司空に上った。
天保元年（550年）5月、東魏の孝静帝が高洋（北斉の文宣帝）に帝位を禅譲するにあたって、潘楽は冊命の伝達に派遣された。6月、潘楽は河東郡王に進封され、司徒に転じた。宇文泰が崤県・陝州に侵攻し、西魏の行台の侯莫陳崇が斉子嶺から軹関に進軍し、西魏の儀同の楊𢷋が鼓鐘道から建州に出て孤公戍を落とした。潘楽は西魏の侵攻に対処するため長子にいたり、儀同の韓裔を建州の西の侯莫陳崇に当たらせると、侯莫陳崇は遁走した。天保3年（552年）3月、潘楽はまた使持節・東南道大都督となり、侯景を攻撃し、梁の涇州を奪い、また安州で勝利した。天保4年（553年）10月、文宣帝の契丹征討に従い、精鋭の騎兵5000を率いて東道から青山に赴いた。白狼城に達し、昌黎城を経略した。天保5年（554年）10月、西魏が梁の元帝を江陵で包囲すると、潘楽は文宣帝の命を受けて救援に赴いたが、到着しないうちに江陵は陥落した。瀛州刺史に任ぜられ、淮水・漢水の流域を攻略した。天保6年（555年）6月甲子、懸瓠で死去した。仮黄鉞・太師・大司馬・尚書令の位を追贈された。
子の潘子晃が後を嗣ぎ、北斉の幽州刺史に上ったが、冀州で北周に降伏し、隋の大業初年に死去した。

## 伝記資料
- 『北斉書』巻15 列伝第7
- 『北史』巻53 列伝第41